# Korngröße

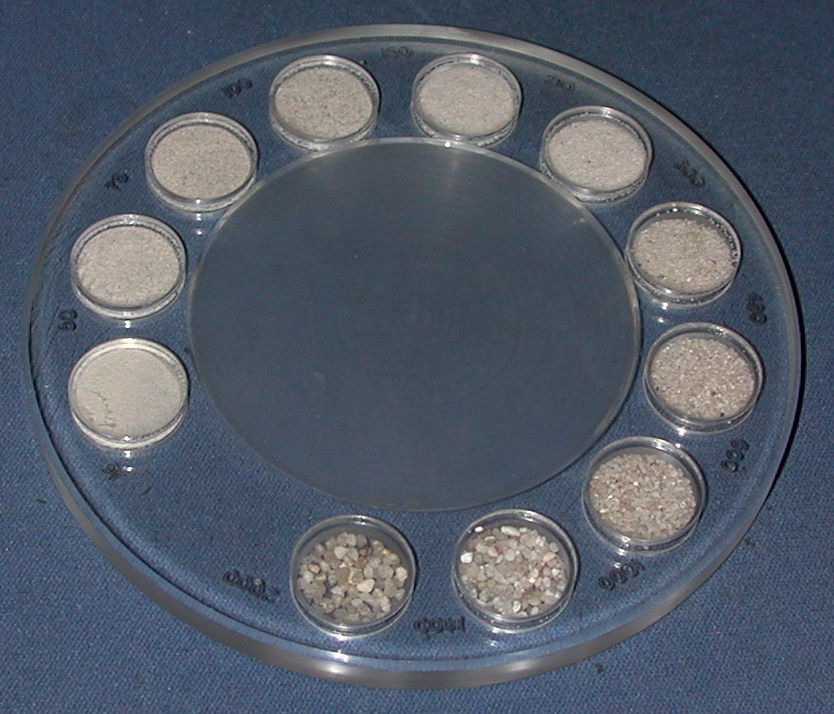
Korngrößen von 0,016 mm bis 2,0 mm

Der Begriff Korngröße beschreibt die Größe einzelner Partikel (auch Körner genannt) in einem Gemenge. Die Korn- oder Partikelgrößenverteilung hat wesentlichen Einfluss auf die Stoffeigenschaften in vielen technischen und wissenschaftlichen Bereichen wie beispielsweise im Bauwesen, der Sedimentologie und Bodenkunde sowie in der Metallurgie (siehe Kornwachstum und Kornfeinung). Dort wird eine Vielzahl von Korn- oder Partikelgemischen verwendet. Zu diesen Korngemischen zählen alle Arten von Schüttgut wie etwa Sand, Kies, Kunststoffgranulat sowie Pigmente. In der Metallkunde werden die Mikrostrukturen innerhalb von metallischen Werkstoffen auch als Korn bezeichnet.
Aufgrund der Vielzahl von Methoden zur Ermittlung, Beschreibung und Interpretation der Korngröße sowie weiterer Korneigenschaften nach EN ISO 14688 (Form, Rundung und Oberfläche) hat sich die Granulometrie als eigenständige Disziplin entwickelt.

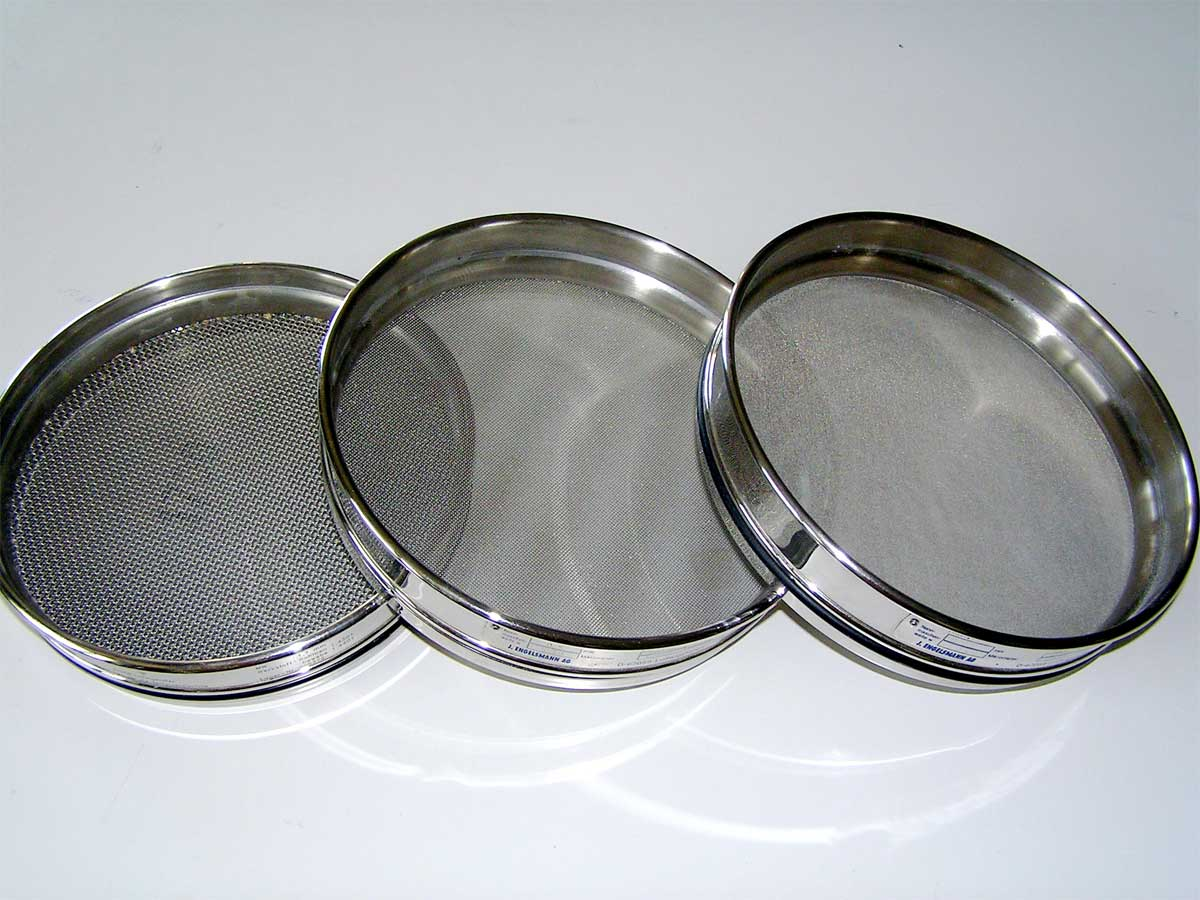
Siebe mit unterschiedlicher Feinheit

## Äquivalentdurchmesser
Ginge man davon aus, dass Körner oder Partikel als perfekte Kugeln vorlägen, könnte man einfach den Kugeldurchmesser als Maß für die Korngröße verwenden.
Diese Annahme ist in der Praxis jedoch unzureichend, da natürlich gebildete oder technisch hergestellte Partikel in unterschiedlichster Form vorliegen. Für die Beschreibung von deren Größe bedient man sich deshalb des Äquivalentdurchmessers. Das bedeutet, dass man eine andere messbare Eigenschaft bestimmt und die Messwerte auf gleich große (äquivalente) Kugeln bezieht.
Ein einfaches Beispiel für einen Äquivalentdurchmesser ist der Siebdurchmesser. Durch das quadratische Loch eines Siebes mit beispielsweise 1 mm Kantenlänge passt sowohl eine Kugel mit 1 mm Durchmesser als auch ein längliches Korn in Form eines Bleistifts mit 1 mm Durchmesser. Über die Diagonale des Sieblochs gilt dies auch für ein flaches Korn in Form einer Münze mit deutlich mehr als 1 mm Durchmesser. Alle drei Körner erhalten den gleichen Äquivalentdurchmesser von 1 mm.
Andere Beispiele für Äquivalentdurchmesser sind hydrodynamischer Durchmesser (gleiche Fallgeschwindigkeit in einer Wassersäule wie eine Kugel) oder aerodynamischer Durchmesser (gleiche Fallgeschwindigkeit in Luft wie eine Kugel).

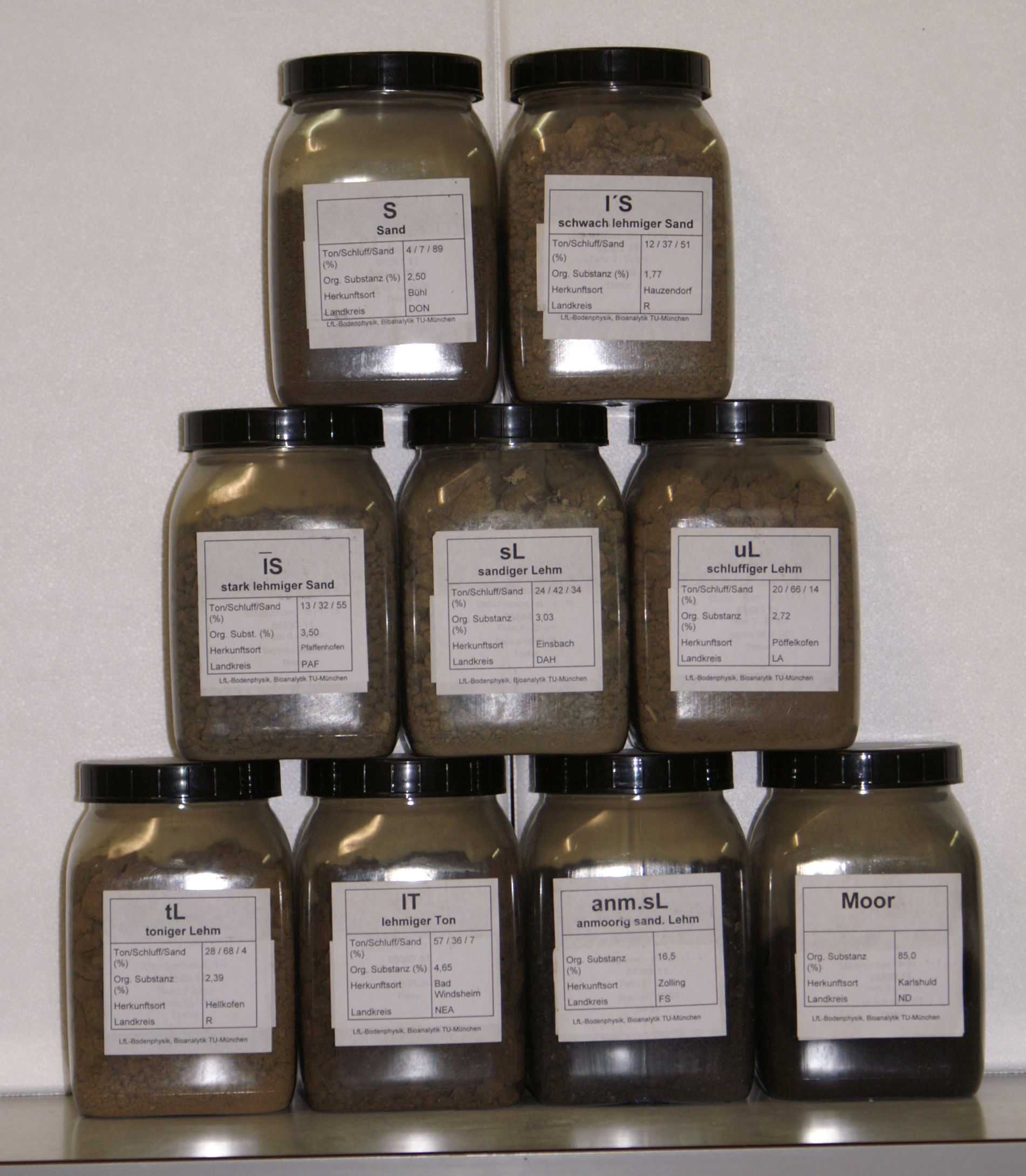
Für die Feststellung der Nährstoff-Gehaltsklassen kann die Körnung von erfahrenen Fachleuten mit der Fingerprobe ermittelt werden. Zur Selbstkontrolle stehen Standardproben zur Verfügung

## Korngrößenanalyse
Zur Bestimmung der Zusammensetzung eines Gemenges hinsichtlich der Partikelgrößen kann aus einer Vielzahl von Methoden ausgewählt werden, bei denen letztlich immer ein Äquivalentdurchmesser bestimmt wird. Die geeignete Methode hängt vom Korngrößenbereich, der Fragestellung oder von Vorschriften (z. B. DIN-Normen) ab.
Sehr große Partikel (ungefähr ab einer Größe von 63 mm) werden einzeln von Hand vermessen oder es wird die Größe aus Fotos ermittelt.
Bei Partikeln im Bereich 10 µm bis Knopfgröße kann die Größe durch Siebung ermittelt werden. Hierbei wird ein Satz mit nach unten immer feiner werdenden Sieben aufeinander gesetzt. Die zu analysierende Probe wird in das oberste Sieb eingefüllt und der Siebsatz anschließend in eine Siebmaschine eingespannt. Die Maschine rüttelt oder vibriert dann den Siebsatz für einen gewissen Zeitraum. Bei einem hohen Feinkornanteil wird die Siebung mit fließendem Wasser durchgeführt (Nasssiebung). Die auf diese Weise ermittelten Korngrößen werden üblicherweise in Millimetern angegeben. In anglophonen Ländern wird oft die Maßeinheit Mesh verwendet.
Bei sehr feinen Partikeln (< 10 µm) kommen Methoden zum Einsatz, bei denen man die Partikel in einer Wassersäule absetzen lässt (grobe Partikel fallen schneller als feine) und regelmäßig die Dichte der Suspension bestimmt (mit Hilfe eines Aräometers) oder die Masse der abgesetzten Partikel bestimmt (Sedimentwaage). Moderne Methoden arbeiten mit der Streuung von Laserlicht an den Partikeln, die in Abhängigkeit von der Partikelgröße variiert, oder mit digitaler Bildverarbeitung. In der Bodenkunde wird ab einer Korngröße von 0,063 mm = 63 µm (und kleiner) die Schlämmanalyse angewendet, in der Baustoffkunde erfolgt die Bestimmung im Auswaschversuch.
In der landwirtschaftlichen Bodenuntersuchung wird im Routinebetrieb für die Einteilung der Analysenwerte in Nährstoff-Gehaltsklassen die Fingerprobe zur Ermittlung der Bodenart und Körnung eingesetzt. Entsprechend den Anteilen von Sand, Schluff und Ton wird der Kalkbedarf ermittelt und ein Vorschlag für die umwelt- und bedarfsgerechte Düngung erstellt.

## Korngrößenverteilung

Beispielhafte Korngrößenverteilung verschiedener Böden in Liniendarstellung. Die Summenkurven im Diagramm werden als Sieblinien bezeichnet. Löß enthält fast ausschließlich Schluff. Ton und Verwitterungslehm zeigen eine gleichmäßige Korngrößenverteilung. Im Gegensatz zu Lehm enthält Ton allerdings kaum Sand.

Das Ergebnis einer Korngrößenanalyse ist die Korngrößenverteilung, also eine Häufigkeitsverteilung in Form eines Balken- oder Liniendiagramms. Gegen den klassierten Äquivalentdurchmesser (Abszisse) wird der prozentuale Anteil (Gewichtsprozent) der Körner aufgetragen. Die üblichen statistischen Parameter, wie Mittelwert, Median, Perzentilwerte, Streuung oder Schiefe der Verteilung, außerdem die Ungleichförmigkeitszahl, lassen sich berechnen und damit die Probe bezüglich ihrer Korngröße charakterisieren.
In Produktionsprozessen, bei denen es bei den Rohstoffen oder beim Produkt auf definierte Korngrößen ankommt, ist die Korngrößenanalyse ein wesentlicher Bestandteil der Qualitätskontrolle. In der Sedimentologie und Bodenkunde ist die Korngrößenverteilung ein sehr wichtiges Merkmal zur Charakterisierung von Böden und Sedimenten. Sie dient deren Klassifikation und ist eigenschaftsbestimmend, beispielsweise bei Wasserhaushalt, Verdichtungspotential oder Hangstabilität.

## Korngröße in der Sedimentologie und Bodenkunde
In Sedimentologie und Bodenkunde dienen Korngrößenverteilungen der Klassifikation und Nomenklatur von Böden, Sedimenten und Sedimentgesteinen und erlauben Rückschlüsse auf die Entstehung und auf bestimmte Eigenschaften dieser natürlichen Materialien. In der Bodenkunde wird durch die Gemengeanteile der verschiedenen Korngrößen die Bodenart definiert, die im Zuge der Bodenkartierung im Gelände über die Fingerprobe angesprochen wird.
Prinzipiell wird das breite Spektrum in der Geosphäre vorkommender Korngrößen von weit unter einem Mikrometer bis hin zu mehreren Metern logarithmisch in Klassen eingeteilt. Im Detail variiert die Einteilung innerhalb der verschiedenen geowissenschaftlichen Disziplinen von Autor zu Autor oder zwischen verschiedenen Ländern. Im deutschsprachigen Raum besitzt die Klassifikation nach DIN 4022 die größte Verbreitung.

### Kornart
Bei der Betrachtung von Böden ist zwischen dem Siebkorn und dem Schlämmkorn zu unterscheiden. Das Siebkorn ist mit bloßem Auge zu erkennen und besitzt eine Korngröße von mehr als 0,063 mm. Im Gegensatz dazu kann das Schlämmkorn nur unter dem Mikroskop sichtbar gemacht werden. Der Korngrößenbereich liegt zwischen 0,0002 mm und 0,063 mm.

### Korngrößenklassifikation
Die Einteilung, wie sie in etwa die DIN 4022 (Benennen und Beschreiben von Boden und Fels) gibt. Die DIN 18196 (Bodenklassifikation für bautechnische Zwecke) ist damit weitgehend konform, kennzeichnet aber etwas anders und setzt andere Rahmenbedingungen. Je nach Autor und besonders in den USA sind die Klassengrenzen geringfügig bis deutlich anders, wobei auch nur die Bezeichnungen der Großgruppen international einheitlich sind.
| DIN 4022           | DIN 4022           | DIN 4022                  | DIN 4022                      | DIN 4022 | DIN 4022 | DIN EN ISO 14688        | DIN EN ISO 14688 | DIN EN ISO 14688              | DIN EN ISO 14688 | DIN EN ISO 14688 | anschaulicher Vergleich                                                                                       | anschaulicher Vergleich | Bodentyp                 | Bodentyp           | Kornart     |
| Bezeichnung        | Bezeichnung        | Bezeichnung               | Äquivalent- durchmesser in mm | Symbol   | Symbol   | Bezeichnung             | Bezeichnung      | Äquivalent- durchmesser in mm | Symbol           | Symbol           | anschaulicher Vergleich                                                                                       | anschaulicher Vergleich | Bodentyp                 | Bodentyp           | Kornart     |
| ------------------ | ------------------ | ------------------------- | ----------------------------- | -------- | -------- | ----------------------- | ---------------- | ----------------------------- | ---------------- | ---------------- | --- | --- | ------------------------ | ------------------ | ----------- |
| Großgruppe         | Kleingruppe        | Kleingruppe               | Äquivalent- durchmesser in mm | Symbol   | Symbol   | Bereich                 | Benennung        | Äquivalent- durchmesser in mm | Symbol           | Symbol           | anschaulicher Vergleich                                                                                       | anschaulicher Vergleich | Bodentyp                 | Bodentyp           | Kornart     |
| Großgruppe         | gerundet           | eckig-kantig              | Äquivalent- durchmesser in mm | Symbol   | Symbol   | Bereich                 | Benennung        | Äquivalent- durchmesser in mm | Symbol           | Symbol           | anschaulicher Vergleich                                                                                       | anschaulicher Vergleich | Feinheit nach DIN 4022   | Bindigkeit         | Kornart     |
| Steine 8           | Blöcke 1           | Blöcke 1                  | > 200                         | Y        | Y        | sehr grobkörniger Boden | Großer Block     | > 630                         | LBo              | LBo              | größer als Hühnereier                                                                                         | größer als Hühnereier | Grobboden (Bodenskelett) | nichtbindige Böden | Siebkorn    |
| Steine 8           | Gerölle, Geschiebe | Grobsteine (Schutt)       | 63–200                        | X        | X        | sehr grobkörniger Boden | Block            | > 200–630                     | Bo               | Bo               | größer als Hühnereier                                                                                         | größer als Hühnereier | Grobboden (Bodenskelett) | nichtbindige Böden | Siebkorn    |
| Steine 8           | Gerölle, Geschiebe | Grobsteine (Schutt)       | 63–200                        | X        | X        | sehr grobkörniger Boden | Steine           | > 63–200                      | Co               | Co               | größer als Hühnereier                                                                                         | größer als Hühnereier | Grobboden (Bodenskelett) | nichtbindige Böden | Siebkorn    |
| Kies 2             | Grobkies           | Mittelsteine (Schotter) 7 | 20–63                         | gG       | G        | grobkörniger Boden      | Grobkies         | > 20–63                       | Gr               | CGr              | kleiner als Hühnerei, größer als Haselnüsse                                                                   | kleiner als Hühnerei, größer als Haselnüsse | Grobboden (Bodenskelett) | nichtbindige Böden | Siebkorn    |
| Kies 2             | Mittelkies         | Feinsteine (Splitt) 6 7   | 6,3–20                        | mG       | G        | grobkörniger Boden      | Mittelkies       | > 6,3–20                      | Gr               | MGr              | kleiner als Haselnüsse, größer als Erbsen                                                                     | kleiner als Haselnüsse, größer als Erbsen | Grobboden (Bodenskelett) | nichtbindige Böden | Siebkorn    |
| Kies 2             | Feinkies 3         | Grus 6                    | 2–6,3                         | fG       | G        | grobkörniger Boden      | Feinkies         | > 2,0–6,3                     | Gr               | FGr              | kleiner als Erbsen, größer als Streichholzköpfe                                                               | kleiner als Erbsen, größer als Streichholzköpfe | Grobboden (Bodenskelett) | nichtbindige Böden | Siebkorn    |
| Sand 2             | Grobsand 3         | Grobsand 3                | 0,63–2                        | gS       | S        | grobkörniger Boden      | Grobsand         | > 0,63–2,0                    | Sa               | CSa              | kleiner als Streichholzköpfe, größer als Getreidegrieß                                                        | kleiner als Streichholzköpfe, größer als Getreidegrieß | Feinboden                | nichtbindige Böden | Siebkorn    |
| Sand 2             | Mittelsand 10      | Mittelsand 10             | 0,2–0,63                      | mS       | S        | grobkörniger Boden      | Mittelsand       | > 0,2–0,63                    | Sa               | MSa              | wie Grieß | wie Grieß | Feinboden                | nichtbindige Böden | Siebkorn    |
| Sand 2             | Feinsand 5 10      | Feinsand 5 10             | 0,063–0,2                     | fS       | S        | grobkörniger Boden      | Feinsand         | > 0,063–0,2                   | Sa               | FSa              | wie Mehl (~ 150 μm) und kleiner, aber Körner mit dem Auge noch erkennbar                                      | wie Mehl (~ 150 μm) und kleiner, aber Körner mit dem Auge noch erkennbar                                                                                              | Feinboden                | nichtbindige Böden | Siebkorn    |
| Schluff 2 (Silt 4) | Grobschluff        | Grobschluff               | 0,02–0,063                    | gU       | U        | feinkörniger Boden      | Grobschluff      | > 0,02–0,063                  | Si               | CSi              | Fühlt sich samtig-mehlig an, ist kaum bindig und haftet stark in den Fingerrillen.                            | Einzelne Körner mit bloßem Auge nicht erkennbar. Als Korngrößengemisch feinkörniger Bodenbestandteile fühlt sich Lehm sowohl körnig als auch samtig und schmierig an. | Feinboden                | bindige Böden      | Schlämmkorn |
| Schluff 2 (Silt 4) | Mittelschluff      | Mittelschluff             | 0,0063–0,02                   | mU       | U        | feinkörniger Boden      | Mittelschluff    | > 0,0063–0,02                 | Si               | MSi              | Fühlt sich samtig-mehlig an, ist kaum bindig und haftet stark in den Fingerrillen.                            | Einzelne Körner mit bloßem Auge nicht erkennbar. Als Korngrößengemisch feinkörniger Bodenbestandteile fühlt sich Lehm sowohl körnig als auch samtig und schmierig an. | Feinboden                | bindige Böden      | Schlämmkorn |
| Schluff 2 (Silt 4) | Feinschluff        | Feinschluff               | 0,002–0,0063                  | fU       | U        | feinkörniger Boden      | Feinschluff      | > 0,002–0,0063                | Si               | FSi              | Fühlt sich samtig-mehlig an, ist kaum bindig und haftet stark in den Fingerrillen.                            | Einzelne Körner mit bloßem Auge nicht erkennbar. Als Korngrößengemisch feinkörniger Bodenbestandteile fühlt sich Lehm sowohl körnig als auch samtig und schmierig an. | Feinboden                | bindige Böden      | Schlämmkorn |
| Ton 9 (Feinstkorn) | Grobton            | Grobton                   | 0,00063–0,002                 | gT       | T        | feinkörniger Boden      | Ton              | > 0,002                       | Cl               | Cl               | Ton fühlt sich schmierig bis klebrig an, ist stark bindig, gut formbar und zeigt eine glänzende Schmierfläche | Einzelne Körner mit bloßem Auge nicht erkennbar. Als Korngrößengemisch feinkörniger Bodenbestandteile fühlt sich Lehm sowohl körnig als auch samtig und schmierig an. | Feinboden                | bindige Böden      | Schlämmkorn |
| Ton 9 (Feinstkorn) | Mittelton          | Mittelton                 | 0,0002–0,00063                | mT       | T        | feinkörniger Boden      | Ton              | > 0,002                       | Cl               | Cl               | Ton fühlt sich schmierig bis klebrig an, ist stark bindig, gut formbar und zeigt eine glänzende Schmierfläche | Einzelne Körner mit bloßem Auge nicht erkennbar. Als Korngrößengemisch feinkörniger Bodenbestandteile fühlt sich Lehm sowohl körnig als auch samtig und schmierig an. | Feinboden                | bindige Böden      | Schlämmkorn |
| Ton 9 (Feinstkorn) | Feinton            | Feinton                   | < 0,0002                      | fT       | T        | feinkörniger Boden      | Ton              | > 0,002                       | Cl               | Cl               | Ton fühlt sich schmierig bis klebrig an, ist stark bindig, gut formbar und zeigt eine glänzende Schmierfläche | Einzelne Körner mit bloßem Auge nicht erkennbar. Als Korngrößengemisch feinkörniger Bodenbestandteile fühlt sich Lehm sowohl körnig als auch samtig und schmierig an. | Feinboden                | bindige Böden      | Schlämmkorn |

1 Je nach Genese Blockschutt, Blockgeröll, Blockhalde
2 Bezugnehmend auf von Engelhardt wurden 1953 die Begriffe Pelit (< 0,063 mm), Psammit (0,063–2 mm) und Psephit (> 2 mm) eingeführt
3 Den Grenzbereich zwischen Grobsand und Feinkies bezeichnet man nach von Engelhardt auch als Grand
4 Nach von Engelhardt Silt für den Grenzbereich zwischen Grobton und Feinsand (Schluff nach DIN)
5 Nach EN 12620 u. a. im Bauwesen Gesteinsmehl (< 0,063 mm) oder Mehlkorn (< 0,125 mm), siehe Gebrochene Mineralstoffe
6 EN 12620 u. a.: 2–32 mm Splitt
7 EN 12620 u. a.: 32–63 mm Schotter
8 Schroppen im Bauwesen
9 Karbonatgesteine klassifiziert man nach Robert L. Folk (1962) mit zunehmender Korngröße als Mikrit, Lutit, Siltit, Arenit und Rudit
10 Es wird auch – nicht nach DIN – Feinstsand als 0,125–0,250 mm ausgeschieden

## Korngrößen bei Kristallingesteinen und Mineralaggregaten
In der Petrologie der Magmatite und Metamorphite sowie in der Mineralogie wird zwischen der absoluten und der relativen Korngröße im Gefüge von Gesteinen und Mineral-Aggregaten unterschieden. Die Bezeichnung „Korn“ steht hierbei, im Gegensatz zur Sedimentologie, jedoch nicht für detritische oder anderweitig aus exogen-sedimentären Prozessen hervorgegangene Partikel, sondern für Kristalle, die entweder primär aus einer Schmelze hervorgegangen oder sekundär im Zuge der Umwandlung eines Gesteins gewachsen sind.

### Absolute Korngröße
Die absolute Korngröße lässt sich teilweise bereits mit bloßem Auge, teilweise aber erst unter dem Mikroskop abschätzen. Zur Unterscheidung werden die Begriffe makrokristallin (mit bloßem Auge erkennbar), mikrokristallin (nur unter dem Lichtmikroskop erkennbar) und kryptokristallin (unter dem Lichtmikroskop nicht mehr aufzulösen) verwendet.
Grob- bis riesenkörnige Kristallgefüge weisen eine durchschnittliche Korngröße von 5–30 mm auf. Mittelkörnige Kristallgefüge besitzen eine durchschnittliche Korngröße von 1–5 mm. Ein feinkörniges Gefüge liegt bei einem durchschnittlichen Korndurchmesser von weniger als einem Millimeter vor. Bei Mikrolithen oder auch Kristalliten beträgt die durchschnittliche Korngröße nur wenige Mikrometer.

### Relative Korngröße
Die relative Korngröße trifft Aussagen über das Größenverhältnis der Mineralkörner im Gesamtgefüge eines Gesteins. So zeigen bei einem gleichkörnigen (homogenen) Gefüge die Körner nur geringe Größenunterschiede zueinander.
Bei einem ungleichkörnigen (heterogenen) Gefüge sind die Größenunterschiede hingegen größer und auch variabler. Sind größere Kristalle, sogenannte Einsprenglinge, in einer makroskopisch nicht auflösbaren homogenen Matrix eingebettet, wird dies porphyrisches Gefüge genannt. Mikroskopisch kann weiter unterschieden werden in vitrophyrische Gefüge, bei denen die Matrix glasartig ausgebildet ist, und in mikrolithische Gefüge, bei denen die Matrix mikrokristallin ausgebildet ist. Bei glomerophyrischen Gefügen liegen die Einsprenglinge als Kristallaggregate vor.
Hinsichtlich der statistischen Verteilung der Körngrößen in Kristallingesteinen mit ungleichkörnigen Gefügen, wird eine seriale (stetige) Verteilung von einer hiatalen (unstetigen) Verteilung, mit mindestens zwei Maxima und dem völligen Fehlen einiger Korngrößenintervalle, unterschieden. Eine hiatale Verteilung ist charakteristisch für porphyrische Gefüge.

## Korngröße in der Metallografie
In der Metallografie bezeichnet der Begriff Korngröße den mittleren Durchmesser bzw. die mittlere Fläche der Kristallite (Körner) innerhalb eines vielkristallinen Metalls. Der mittlere Korndurchmesser beträgt in der Regel wenige µm bis einige mm, kann aber bei nanokristallinem Gefüge auch im Bereich weniger Nanometer liegen. Durch entsprechende Erstarrungsbedingungen, mechanische und thermische Bearbeitung lassen sich verschiedene Korngrößen einstellen.
Die Korngröße der Metalle hat Einfluss auf die mechanischen Eigenschaften der Werkstoffe, sowie deren Bearbeitbarkeit und Korrosionsverhalten, dabei sind feinkörnige Gefüge in der Regel zäher und härter und bilden eine dickere, vor Korrosion schützende, Passivschicht aus.